# Projeto Juventude para Jesus
O Projeto Juventude para Jesus (PJJ) é uma iniciativa pastoral da Comunidade Católica Shalom, fundada em 21 de maio de 1989, em Fortaleza, Ceará, Brasil. Vinculado à Renovação Carismática Católica (RCC), tem como missão evangelizar e formar jovens à luz do Carisma Shalom, promovendo seu protagonismo na "Nova Evangelização" da Igreja Católica. Presente em mais de 30 países, organiza eventos como o Congresso de Jovens Shalom, acampamentos e grupos de oração, alcançando milhares de jovens.

## História

### Origem
O PJJ surgiu em 1988, seis anos após a fundação da Comunidade Shalom por Moysés Azevedo, em resposta à diminuição de jovens na Obra. Após discernimento com o Conselho Comunitário, foi lançado em 21 de maio de 1989, no Ginásio Aécio de Borba, Fortaleza, reunindo cerca de 5.000 jovens com a presença do arcebispo Dom Aloísio Lorscheider. Carmadélio Sousa, primeiro coordenador, estruturou suas bases iniciais.

### Consolidação
Em 1991, Ronaldo Pereira assumiu a coordenação do PJJ, primeiro em Pacajus e depois em Fortaleza, até 1992, consolidando sua identidade. Após sua morte em 1993, o projeto expandiu-se, alcançando cidades como São Paulo, Belém e Roma. Em 2024, ao celebrar 35 anos, lançou o documentário Consolidai a vossa eleição e vocação, com testemunhos de figuras como Padre João Wilkes e Messias Albano.

## Missão e Carisma
O PJJ busca evangelizar e formar jovens, inspirado no Carisma Shalom — contemplação, unidade e evangelização —, com ênfase na experiência com Cristo Ressuscitado. Direciona-se a jovens engajados e afastados da Igreja, promovendo vocações e santidade.

## Estrutura e Funcionamento
Coordenado pela Assessoria Jovem da Comunidade Shalom, o PJJ é liderado desde dezembro de 2024 por Antônio Leandro Araújo Tavares (Diaconia – Setor Celibato). Opera em mais de 30 países com missionários e voluntários, integrando a estrutura da Comunidade de Vida e Aliança. Sua identidade visual foi renovada em 2014, simbolizando santidade e diálogo.

## Eventos
O PJJ organiza eventos formativos e evangelizadores, como:
- Congresso de Jovens Shalom (CJS): Anual desde 1989, com edições internacionais a cada cinco anos (ex.: 2024, Fortaleza, 6.000 participantes).[1]
- Acampamento de Jovens Shalom (Acamp's): Desde 1990, oferece esportes e celebrações nas férias para jovens de 13 a 28 anos.[10]
- Escola Ronaldo Pereira: Iniciada por volta de 2011, forma líderes juvenis em retiros anuais.[6]

## Impacto
O PJJ influenciou milhares de jovens em mais de 30 países, gerando vocações e grupos de oração. A morte de Ronaldo Pereira em 1993, vista como um marco de entrega, reforça a "primazia do céu" na espiritualidade Shalom. Sua conexão com a Jornada Mundial da Juventude ampliou seu alcance global.

## Ronaldo Pereira
Ronaldo Pereira (30 de agosto de 1970 – 17 de fevereiro de 1993) foi um missionário da Comunidade Shalom e líder pioneiro do PJJ. Nascido em Fortaleza, converteu-se em 1987 após influência marxista inicial, ingressando no grupo El Shaddai e tornando-se seu pastor. Em 1991, entrou na Comunidade de Vida, coordenando o PJJ em Pacajus e Fortaleza até 1992. Faleceu aos 24 anos em um acidente de carro retornando de Natal, RN, em 1993, deixando um legado de entrega total.

## Figuras-Chave
- Carmadélio Sousa: Primeiro coordenador (1989), estruturou o PJJ.[3]
- Ronaldo Pereira: Coordenador (1991-1992), consolidou o projeto.[4]
- Antônio Leandro Araújo Tavares: Assessor Jovem desde 2024.[8]